# Varanus zugorum
Varanus zugorum  — вид ящірок родини Варанові (Varanidae).

## Поширення
Вид є ендеміком острова Хальмахера з групи Молуккських островів в Індонезії. Відомий лише у типовій місцевості. Мешкає у непрохідних дощових лісах.